# Remon van de Hare
Remon van de Hare (* 23. Mai 1982 in Amsterdam) ist ein ehemaliger niederländischer Basketballspieler.

## Werdegang
Van de Hare spielte im Nachwuchs der Piranhas Amsterdam und wurde in den Niederlanden nicht als Spieler mit sonderlich großer Begabung eingestuft. 1999 wechselte der 2,18 Meter große Innenspieler in den Jugendbereich des FC Barcelona. Leihweise spielte er 1999/2000 auch für Club Basquet Inca. Sich in Barcelonas Profimannschaft in der spanischen Liga ACB einen festen Platz zu erkämpfen, schaffte er nicht. Van de Hare blieb bis 2005 in Barcelona, in dieser Zeit bestritt er neun ACB-Spiele und fünf Partien in der EuroLeague, wurde meistens in Barcelonas zweiter Herrenmannschaft eingesetzt, blieb dort aber in seinen Leistungen unauffällig. Aíto García Reneses, bis 2001 Barcelonas Trainer, ordnete van de Hares Entwicklungsvermögen wie folgt ein: Dieser könne ein guter Spieler, aber kein Star werden. Als Ergänzungsspieler in Barcelonas Profimannschaft trug er zum Gewinn der EuroLeague im Spieljahr 2002/03 sowie zum Erringen der spanischen Meistertitel 2003 und 2004 bei.
2003 sicherten sich die Toronto Raptors in der zweiten Runde des NBA-Draftverfahrens (52. Stelle) die Rechte am Niederländer. Der Sprung in die NBA gelang ihm nicht.
2005 verließ van der Hare Barcelona und wechselte zu Union Olimpija Ljubljana nach Slowenien. Dort kam er unter anderem zu sieben Einsätzen in der EuroLeague und wurde mit Ljubljana slowenischer Pokalsieger. In der Saison 2006/07 stand der niederländische Nationalspieler bei AEL Limassol auf Zypern unter Vertrag und gewann mit der Mannschaft den Landesmeistertitel. 2007/08 war er Spieler von BK Asowmasch Mariupol (Ukraine) und errang die ukrainische Meisterschaft sowie den Sieg im Pokalwettbewerb. 2008/09 stand van de Hare in Diensten von AEK Larnaka (Zypern), im letzten Spieljahr seiner Laufbahn (2009/10) spielte der Niederländer für Platges de Mataró in der spanischen Liga EBA.